# Ya es mañana
Ya es mañana es el quinto álbum de estudio de la banda colombiana Morat, publicado el 22 de mayo de 2025.

## Información
El álbum, compuesto por 14 canciones, representa una evolución en el sonido de la banda, incorporando influencias de los años 90 sin abandonar su esencia romántica y narrativa única.
"Ya Es Mañana" es el resultado de la experiencia acumulada por Morat a lo largo de su carrera y una gira histórica. La banda ha expresado que este proyecto celebra la consecución de un sueño y el inicio de una nueva etapa creativa, donde buscan sonar más a sí mismos que nunca. Se dice que el álbum es "hijo de las guitarras", lo que sugiere un enfoque en la instrumentación en vivo y un sonido más "rockero".

## Recepción y promoción
Antes de su lanzamiento oficial, Morat realizó un "listening party" único en el Movistar Arena de Bogotá, donde más de 9 mil fans pudieron vivir una experiencia narrativa en la que la banda reveló la esencia e inspiración del álbum. "Ya Es Mañana" se ha convertido en uno de los álbumes más pre-guardados a nivel mundial, lo que indica una alta expectación por parte de los fans.

## Lista de canciones
| N.º | Título                                | Duración |  |
| 1.  | «Ya Es Mañana»                        | 4:56     |  |
| 2.  | «Eclipse Solar»                       | 3:13     |  |
| 3.  | «Domingo de Bajón»                    | 2:56     |  |
| 4.  | «Sin Ti» (con Jay Wheeler)            | 2:39     |  |
| 5.  | «Por Si No Te Vuelvo A Ver»           | 3:05     |  |
| 6.  | «Cuarto de Hotel»                     | 2:57     |  |
| 7.  | «Vuelvo A Ti»                         | 3:06     |  |
| 8.  | «Me Toca A Mí» (con Camilo Echeverry) | 3:00     |  |
| 9.  | «Desastre Natural»                    | 3:00     |  |
| 10. | «La Policía»                          | 2:37     |  |
| 11. | «Faltas Tú»                           | 3:21     |  |
| 12. | «Dos Mil Algo»                        | 3:43     |  |
| 13. | «MTV»                                 | 3:11     |  |
| 14. | «Antes De Los 30»                     | 3:39     |  |

## Asuntos Pendientes Tour
Con el lanzamiento del álbum, Morat también inició una nueva gira mundial. La gira comenzó el 18 de mayo en Torreón, México, y se extenderá por varios países de Latinoamérica, finalizando el 4 de octubre en Montevideo, Uruguay.